# Игровой баланс
В играх (спортивных, настольных, компьютерных и прочих) баланс — субъективное «равновесие» между персонажами, командами, тактиками игры и другими игровыми объектами. Игровой баланс — одно из требований к «честности» правил. Особенно баланс важен для многопользовательских игр.

## Попытки дать определение балансу
Баланс — понятие очень субъективное. Тем не менее, геймдизайнеры пытаются дать ему определение.
Из книги Адамса и Роллингса «Геймдизайн» (2003): «Сбалансированная игра — это та, где основной определяющий фактор успеха игрока — его умение. Это не значит, что случайных событий не бывает, но сильный игрок, как правило, должен быть успешнее слабого, если только он не попал в необычно длинную полосу невезения». В той же главе они заявляют, что теория игр плохо пригодна для исследований баланса: в реальной игре слишком много переменных, и теория игр учит правильно играть — а не правильно составлять игры.
Джинни Новак, автор книги «Основы разработки игр: введение», также считает, что основной определяющий фактор — умение игрока. Но она выделяет пять компонентов сбалансированной игры: логичная сложность, субъективно честная игра, отсутствие застоя, отсутствие тривиальных решений, уровни сложности.
Кит Бёргун, автор инди-игры 100 Rogues, заявляет, что в несбалансированной игре много нерелевантных элементов. Геймплей — это всегда выбор, и в несбалансированной игре очень много таких выборов не имеют смысла, потому что задоминированы другими.
Дэн Фельдер, разработчик Hearthstone, объявляет баланс от противного: игра сбалансирована, если она не «сломана», то есть даёт игроку именно те впечатления, что задумывалось — по аналогии с принтером: если он потрескался, но продолжает печатать с приемлемым качеством, он не сломан. Как бы полемизируя с Бёргуном, Фельдер пишет: если в игре есть выбор, то найдётся и неоптимальный.

## Объекты, подлежащие балансировке
Балансировке подлежат самые разные части игры.

### Игровые объекты: расы, персонажи, оружие…
Этот вид баланса лежит на поверхности: ещё во времена Dendy мы говорили, что такой-то персонаж файтинга слишком сильный (слишком слабый). Данный компонент баланса у Адамса, Роллингса и Новак называется статический баланс.
Бёргун упоминает распространённое домашнее правило Counter-Strike: играть без AWP. Это значит, что винтовка, убивающая с одного попадания в любую часть фигуры, воспринимается многими как слишком сильная, что бы ни говорили авторитеты.
Адамс и Роллингс упоминают WarCraft I: магия орков была явно сильнее, чем у людей, и если игроки дошли до колдунов — побеждал обычно орк.

### Принимаемые решения
Кит Бёргун говорит про карты в RTS: даже если сделать карту полностью симметричной, балансировке есть место. Расширение баз, охота на нейтральных тварей, атаки на врага, тайные набеги — все эти тактики должны иметь смысл.

### Случайность
Леннарт Нэке, преподаватель геймдизайна, заявляет, что случайность в играх нужна:
- Она предотвращает или оттягивает решение игры (определение, кто выигрывает и как ходить в заданной ситуации).
- Чтобы слабый игрок мог играть с сильным, и было интересно.
- Повышает разнообразие игровых ситуаций.
- Добавляет игре драматизма.
- Даёт возможность принимать решения по ходу игры.

Вот несколько симптомов дисбаланса случая и умения.
- Один игрок постоянно побеждает с большим отрывом — избыточное умение.
- Игра быстро надоедает. Это говорит о неинтересном принятии решений и избыточной случайности.

### Сложностьодиночной игрыиPvE
Школа разработки игр «XYZ» (Юлия Чернышевская, Никита Журавель) говорит: если будет слишком легко, игрок быстро получит весь контент и игра ему наскучит. Если будет сложно — он не сможет прорваться сквозь стену сложности и бросит игру раньше, чем полюбит.

### Монетизация
Многие современные игры полагаются на монетизацию — продажу платных элементов. Андрей Попович, геймдизайнер из Immo Games, в докладе 2012 года говорит:
- Баланс монетизации сильно зависит от игры. Например, в мобильных играх производства Zynga можно достаточно комфортно играть без денег, привлекая друзей — а в играх с сильным PvP без платных компонентов зачастую тяжело.
- Дайте возможность неплатящим ощутить преимущества плательщиков (например, раздачами расходных предметов).
- Собирайте статистику. Если скидки привлекают слишком много покупателей — вероятно, исходная цена была завышенной.

### Обратная связь
Положительная обратная связь помогает лидеру ещё больше выигрывать. Отрицательная — помогает побеждённому нагнать (пример — синий панцирь в Mario Kart).
Сергей Абдульманов, основатель компании «Мосигра» (продажа чужих настольных игр и разработка собственных), приводит несколько случаев дисбаланса.
- Игра не прощает ошибок: игрок проигрывает, потому что за четыре часа до этого не вовремя щёлкнул.
- Если цикл обратной связи слишком длинный, игрок, особенно начинающий, не поймёт, где он ошибся.
- Из настольной игры преждевременно выбыл игрок.

Адамс, Роллингс и Новак выделяют динамический баланс, когда в процессе игры равновесие сил нарушается, сохраняется или удерживается.

### Внеигровая мотивация
Парадоксально, но коллекционирование, чтение текстов и прочая деятельность, не связанная с основной целью  игрока победить, также влияет на баланс.
В детской кооперативной настольной игре «Совушки, ау» начинающие или тащили в гнездо любимую сову (все они одинаковые), или делали самый дальний ход, не думая о том, что будет дальше. Поскольку прыжки через других сов сильно приближают всю компанию к финишу, разработчица придумала: после каждого прыжка ухать, как сова. Сработало: дети специально устраивали такие ситуации для родителей.

## Примеры балансировки спортивных игр

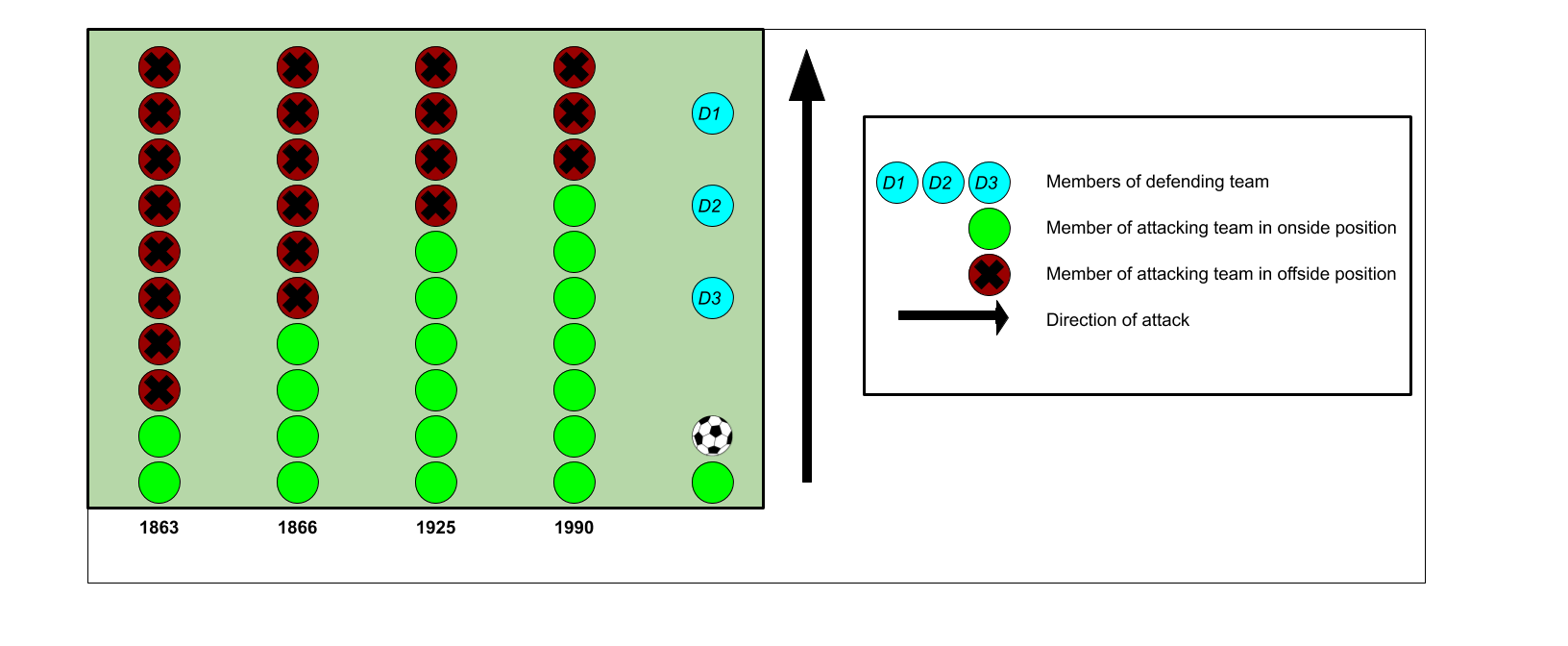
Развитие правил о положении вне игры: от «нельзя передавать вперёд» (1863) до «нельзя передавать находящемуся за вторым игроком обороняющийся команды» (1990)

Хотя понятие «игровой баланс» применяется в основном к настольным и компьютерным играм, в спортивных играх тоже приходится балансировать правила.
- Трёхочковый бросок в баскетболе придумали, чтобы покончить с засильем высокорослых игроков[11].
- В фигурном катании существовало несколько крупных перебалансировок. С 1960-х до 1980-х годов постепенно снижали ценность обязательных фигур, пока окончательно не упразднили эту дисциплину. На заре Судейской системы ИСУ Алексей Мишин жаловался, что сложный каскад 4+2 сто́ит меньше, чем стандартный 3+3[12]. Очередные перебалансировки произошли в 2018: Алина Загитова выжала из олимпийской оценки максимум, а у мужчин[13] бывало шесть четверных за программу — максимум, разрешённый правилами.
- Эволюция правил о положении вне игры в футболе — попытка одновременно запретить дежурить около вражеских ворот и поощрять атакующий футбол.
- Большинство изменений в «Формуле-1» связано с безопасностью, но есть и попытки сделать гонки соревнованием пилотов, а не гоночных инженеров (пример: запрет активной подвески в 1994), и попытки ограничить бюджеты команд (пример: в 2018 году гонщику давали три двигателя на сезон), и попытки повысить субъективную «честность» спорта (пример: упрощение аэродинамики 2019/2022 — сложная аэродинамика «формул» мешала обгонять[14]).
- В 2000-е годы в настольном теннисе увеличили мяч, чтобы сместить игру в сторону обороны.

## Игровой баланс в жаргоне игроков
- Имба́ (от англ. imbalance - дисбаланс) — несбалансированный персонаж, артефакт или же другой игровой объект — обычно слишком сильный. Для слишком слабых игровых элементов используется редко.
- OP/UP (от англ. overpowered/underpowered) — слишком сильный/слабый персонаж, артефакт и т.д.
- Гимп (от англ. gimp) — неотбалансированый, слабый и нежизнеспособный персонаж.
- Буст, Бафф (англ. boost, buff) — изменение правил, усиливающие персонажа, артефакт, способность или что-либо иное (см.также Бафф — положительный эффект, временно накладываемый на персонажа)
- Дебафф, Нерф (последнее — от марки игрушек NERF, пистолетов, стреляющих стрелами с мягкими наконечниками) — изменение правил, ослабляющее персонажа, артефакт, способность или другой игровой объект (см.также Дебафф — негативный эффект, временно накладываемый на персонажа)
- Контра́ (англ. counter) —  способ противодействия, одно из обязательных условий отсутствия имбы.